# Brooks River Archeological District
Le Brooks River Archeological District est un district historique américain situé dans le borough de Lake and Peninsula, en Alaska. Protégé au sein des parc national et réserve de Katmai, il est inscrit au Registre national des lieux historiques depuis le 14 février 1978 et classé National Historic Landmark depuis le 19 avril 1993.